# Skryty Żleb

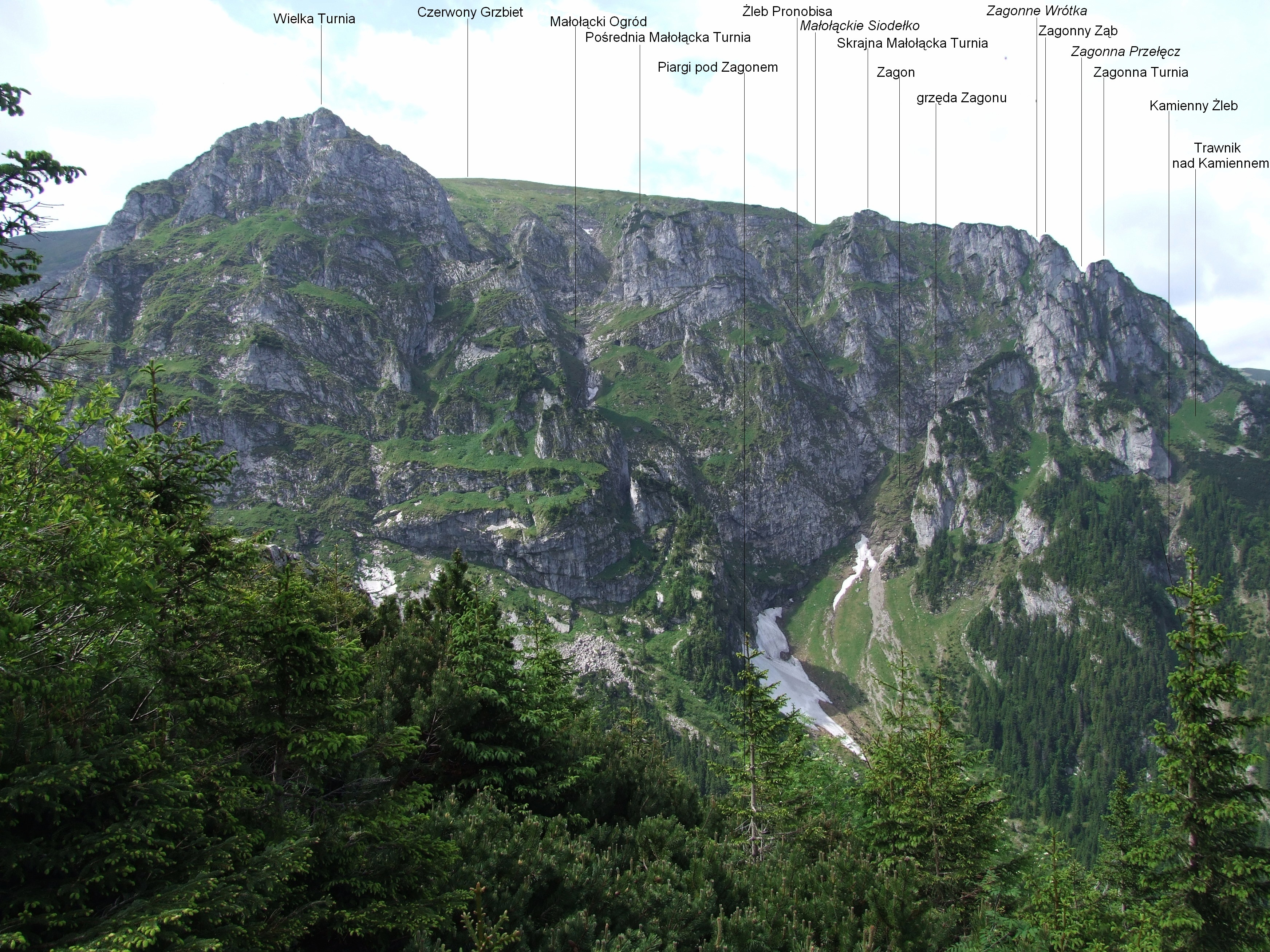
Skryty Żleb widoczny powyżej Małołąckiego Ogrodu

Skryty Żleb – żleb w masywie Wielkiej Turni i Pośredniej Małołąckiej Turni w polskich Tatrach Zachodnich. Znajduje się w górnej części wielkiej depresji między tymi dwoma turniami. Opada z Czerwonego Grzbietu do Małołąckiego Ogrodu. W dolnej części jest wąski i skalisty, w górnej znacznie rozszerza się, wyprowadzając na trawiaste stoki Czerwonego Grzbietu około 80 m powyżej Kobylarzowego Siodełka. Znajduje się tu wejście do niewielkiej Jaskini pod Progiem.
Żleb jest łatwy do przejścia na całej swojej długości i chadzano nim jeszcze w czasach pasterskich. Dla turystów jednak jest miejscem niebezpiecznym, wielka depresja bowiem niżej podcięta jest bardzo stromymi progami, urwiskami i Kominem Flacha o pionowych ścianach. Zdarzały się tutaj przypadki zabłądzenia turystów, co możliwe jest podczas złej pogody (np. we mgle, śnieżycy) – niektóre zakończone tragicznie. Opisuje je Michał Jagiełło w książce Wołanie w górach.